# Karol Mossakowski
Karol Mossakowski, né en Pologne en 1990, est un organiste concertiste international vivant en France. Premier prix du concours du Printemps de Prague et Grand Prix de Chartres, il est organiste titulaire du grand-orgue Aristide Cavaillé-Coll de l'Église Saint-Sulpice de Paris et professeur d'improvisation à l’École supérieure de musique du Pays Basque (Musikene). Il est également artiste en résidence à NOSPR à Katowice, après avoir occupé la même fonction à Radio France entre 2019 et 2022. 

## Biographie

### Formation
Karol Mossakowski commence l’apprentissage du piano et de l’orgue à trois ans avec son père. Après des études musicales à Poznań (Pologne) avec Elżbieta Karolak et Jarosław Tarnawski, il intègre les classes d’orgue, d’improvisation et d’écriture au Conservatoire de Paris, où il a comme professeurs Olivier Latry, Michel Bouvard, Thierry Escaich et Philippe Lefebvre.

### Carrière
Il développe et mène une brillante carrière internationale qui l'amène à se produire dans des salles telles que l’Auditorium de Radio France, la Philharmonie de Paris, l’Auditorium de Lyon, le Forum national de la musique à Wrocław, la Philharmonie de Varsovie, la Philharmonie de Moscou, le Théâtre Mariinsky, Bruxelles BOZAR, le Palais Montcalm à Québec, la Philharmonie d'Essen, la Philharmonie de Dresde, MUPA Budapest, et dans des cathédrales telles que Notre-Dame de Paris, Berlin, Cologne, Vienne, Lisbonne, ou encore Milan. 
Il est en outre régulièrement invité par des formations telles que l’Orchestre philharmonique de Radio France, l’Orchestre national de France, l’Orchestre philharmonique de Bruxelles, l'Orchestre symphonique d'Odense, l’Orchestre symphonique de la radio polonaise à Katowice, l’Orchestre philharmonique de Wrocław, ou l’Orchestre philharmonique de Varsovie sous la direction de Myung-Whun Chung, Kent Nagano, Mikko Franck, Fabien Gabel, Giancarlo Guerrero, Cristian Măcelaru ou Lawrence Foster.
Il est actuellement artiste en résidence à NOSPR à Katowice, après avoir occupé la même fonction à Radio France entre 2019 et 2022.
En novembre 2021 paraît son premier album « Rivages » pour le label Tempéraments enregistré sur l’orgue Grenzing de l’Auditorium de Radio France. Il propose des œuvres de Bach, Mozart, Mendelssohn, Liszt, liées entre elles par des improvisations.
Également compositeur en résidence du Festival de musique sacrée de Saint-Malo, il a composé « Les Voiles de la Lumière » oratorio pour trois orgues et chœur mixte créé en 2021, ainsi que « Trois Versets » pour trois orgues, créée en 2022.
En 2014-2015, il est pendant six mois « Young Artist in Residence » à la Cathédrale Saint-Louis de La Nouvelle-Orléans (États-Unis).
Karol Mossakowski a enseigné l'interprétation aux conservatoires des 10e et 6e arrondissement de Paris de 2017 à 2019. En 2019, il a été nommé, sur concours, professeur d’improvisation à l’École supérieure de musique du Pays Basque (Musikene), succédant ainsi à Loïc Mallié. Il donne également de nombreuses masterclasses d'interprétation et d'improvisation en Europe.
Entre 2017 et 2023, il est organiste titulaire de la cathédrale Notre-Dame-de-la-Treille à Lille.
En février 2023, il est nommé titulaire du grand orgue Cavaillé-Coll de l’église Saint-Sulpice de Paris, aux côtés de Sophie-Véronique Choplin.

## Prix et concours
- 2009 : Concours national d’orgue Mendelssohn-Eben, Cracovie - 1er Prix[9]
- 2010 : Concours international d’orgue Feliks Nowowiejski, Poznań - 1er Prix ex aequo[10]
- 2010 : Concours national d’orgue Romuald Sroczyński in Memoriam, Poznań - 1er Prix[11]
- 2013 : Concours international d’orgue Printemps de Prague, Prague - 1er Prix et cinq prix spéciaux[12]
- 2015 : Concours international d’improvisation André Marchal, Biarritz - Grand Prix et Prix du Public[13]
- 2015 : Concours international d’orgue Grand Prix Jean-Louis Florentz, Angers - Grand Prix et Prix du Public
- 2016 : Concours international d’improvisation Grand Prix de Chartres - Grand Prix ex aequo
- 2016 : Concours de recrutement au poste de titulaire du grand orgue de Notre-Dame de Paris - Finaliste
- 2016 : Concours international d’improvisation Boëllmann-Gigout, Strasbourg - Grand Prix[14]

## Discographie
- 2017 : Carl Theodor Dreyer : La Passion de Jeanne d'Arc, DVD Gaumont[15]
- 2021 : Rivages, Tempéraments, coll. « Mozart/Bach/Mendelssohn/Liszt (Compositeur) » (ASIN B09GKTG6W8)[4]